# SV Würzburg 05
El SV Würzburg 05 (abreviado como SVW 05) es un club acuático alemán  en la ciudad de Würzburg.
Las especialidades que se practican en el club son la natación y el waterpolo.

## Historia
El club fue fundado en 1905, de ahí lo de su nombre 05.

## Palmarés
- 5 veces campeón de la liga de Alemania de waterpolo masculino (1970, 1974, 1976, 1977 y 1978)
- 1 vez campeón de la copa de Alemania de waterpolo masculino (1978)